# Larchmont (Schiff)
Die Larchmont war ein Passagierschiff der US-amerikanischen Reederei Joy Steamship Line, das zwischen 1885 und 1907 Passagiere und Fracht zwischen Providence im US-Bundesstaat Rhode Island und New York transportierte. Am 11. Februar 1907 kollidierte der Raddampfer vor der Insel Block Island an der Küste von Rhode Island mit dem Segelschiff Harry Knowlton und ging innerhalb weniger Minuten unter. 140 Passagiere und Besatzungsmitglieder kamen dabei ums Leben. Nur 17 Menschen überlebten, darunter zwei Frauen. Der Untergang der Larchmont war das schwerste Schiffsunglück von Rhode Island im 20. Jahrhundert.

## Das Schiff
Die Larchmont war ein aus Holz gebauter Schaufelraddampfer. Das Schiff entstand 1885 auf einer Bauwerft in Bath im US-Bundesstaat Maine für die International Steamship Line. Es lief unter dem Namen Cumberland vom Stapel.
Nach einer Kollision im Hafen von Boston wurde das Schiff aufgegeben und 1902 von der Joy Steamship Line (oft nur Joy Line genannt) gekauft, für die es zwischen Providence und New York pendelte. Es bediente diese Route zusammen mit der Tremont, die 1904 abbrannte. Die 1.600 BRT große Larchmont verfügte über drei Decks, zwei Masten und einen Schornstein. Ihr Rumpf war weiß gestrichen, der Schornstein schwarz. Während der Dienstzeit des Schiffes ereigneten sich einige Unfälle: Zwischen 1902 und 1907 kam es zu zwei Bränden, einer Strandung und einer Kollision. Die Larchmont war mit acht Rettungsbooten und vier Rettungsflößen ausgestattet, verfügte aber über keine wasserdichten Abteilungen.

## Untergang
Am Montag, dem 11. Februar 1907, gegen 19 Uhr legte die Larchmont vom South Water Pier in Providence mit 52 Besatzungsmitgliedern und über 100 Passagieren zu einer weiteren Überfahrt nach New York ab. Sie war schon eine halbe Stunde verspätet. Das Kommando hatte der 27-jährige Kapitän George W. McVay, der erst seit 18 Monaten Schiffsführer war. Nachdem das Schiff den Leuchtturm Point Judith Light an der westlichen Seite des Eingangs in die Narragansett Bay passiert hatte, ging Kapitän McVay zu Bett. Die Verantwortung für die Larchmont überließ er dem Quartermaster James E. Staples am Ruder und dem Lotsen John L. Anson. Als das Schiff in westlicher Richtung durch den Rhode Island Sound Richtung Fishers Island in der Narragansett Bay dampfte, herrschten heftige Winde von 40 bis 50 Meilen pro Stunde. Während der Fahrt verschlechterte sich das Wetter immer weiter, die See wurde rauer, Schneeböen setzten ein und die Sicht wurde immer begrenzter. An Deck kam es zu Eisbildungen, da die Temperaturen unter den Gefrierpunkt gefallen waren.
Eine Gruppe von Frauen der Heilsarmee sang Lieder. Sie bereiteten sich so auf ein Konzert in New York vor. Der 17-jährige Millard Franklin aus North Attleborough, der sich selbst den „jungen Houdini“ nannte, führte zur Unterhaltung der Passagiere Zaubertricks vor. Etwa drei Meilen vor dem Leuchtturm Watch Hill Lighthouse bemerkte der Steuermann Anson Lichter vor dem Bug der Larchmont. Es war der wesentlich kleinere Dreimast-Schoner Harry Knowlton, der mit einer Ladung Kohle unter dem Kommando von Kapitän Frank T. Haley auf dem Weg von South Amboy nach Boston war. Da sich beide Schiffe sehr nah waren, ließ Anson nach Backbord drehen, um eine Kollision zu verhindern. Zusätzlich ließ er das Schiffshorn ertönen. Die Harry Knowlton schien zeitgleich ebenfalls ihren Kurs zu ändern.
Um 22.45 Uhr am Abend des 11. Februar kollidierte die Harry Knowlton mit der Larchmont vor Block Island. Der Bug des Seglers rammte die Backbordseite des Dampfers unmittelbar vor dem Schaufelrad und drang fast bis zur Schiffsmitte ein. Die Harry Knowlton war nur 317 BRT groß und nur 39 m lang, hatte aber 400 Tonnen Kohle an Bord. Es kam zu einer schweren Erschütterung, die überall Glas brechen und Metall bersten ließ. Die Harry Knowlton verlor ihr Bugspriet und ihren Klüverbaum. Sie war schwer beschädigt und begann zu sinken, aber ihre sechsköpfige Besatzung schaffte es, sie bei Weekapaug auf Grund zu setzen und mit einem Rettungsboot die Quonochontaug-Rettungsstation zu erreichen.
Die meisten Passagiere der Larchmont waren schon im Bett und erwachten durch das Getöse. Panik brach aus. Die Larchmont bekam schwere Schlagseite nach Backbord und nahm viel Wasser auf. Kurz darauf gingen die Lichter aus, die Dampfkessel explodierten und aus den Kesselräumen und den geborstenen Dampfleitungen trat so viel Dampf aus, dass die Decks in dichte Schwaden gehüllt wurden. Als Kapitän McVay den Zusammenprall hörte, begab er sich sofort auf die Kommandobrücke und befahl, die Rettungsboote zu Wasser zu lassen. Viele Passagiere ertranken noch in ihren Kabinen, weil sie es nicht rechtzeitig an Deck schafften, Dutzende andere erfroren im eiskalten Wasser oder in den Rettungsbooten. Die meisten trugen nur Schlafanzüge. Sehr wenige Menschen trugen Schwimmwesten.
10 bis 15 Minuten nach der Kollision sank die Larchmont und nahm den größten Teil ihrer Passagiere und Besatzungsmitglieder mit sich. Nur etwa 50 Personen schafften es in der kurzen Zeit in die Boote, aber die meisten von ihnen verstarben nacheinander durch Schock, Unterkühlung und Erschöpfung. Große Wellen schlugen immer wieder über den Rettungsbooten zusammen. In einem der Boote beging ein Mann Selbstmord, indem er sich selbst die Kehle durchschnitt. 19 Personen schafften es lebend an Land, zwei von ihnen starben kurz danach.

## Nachspiel
Da sich die einzig vorhandene Passagierliste im Safe des Zahlmeisters befunden hatte und mit dem Schiff untergegangen war, wurde über die Zahl der Passagiere viel spekuliert. Die Joy Steamship Line teilte der Presse mit, dass mindestens 157 Menschen an Bord waren, 52 davon waren Besatzungsmitglieder. Da es nur 17 Überlebende gab, kamen folglich mindestens 140 Menschen durch den Untergang ums Leben. In einigen Zeitungsberichten variieren die Zahlen auch zwischen 183 und 200. Der überlebende Rudergänger James Staples behauptete, dass 352 Menschen ums Leben gekommen seien. So viele Menschen waren jedoch höchstwahrscheinlich nicht an Bord. Von den insgesamt 77 geborgenen Leichen wurden nur 38 identifiziert. Sie waren alle steif gefroren und mit Eis bedeckt.
Eine Untersuchungskommission des Steamboat Inspection Service gab dem Steuermann John Anson die Schuld am Unglück, da er die Larchmont nach Backbord gelenkt und somit in den Kurs der Harry Knowlton gebracht hatte. Anson war mit dem Schiff untergegangen. Kapitän McVay wurde schwer angegriffen, weil er das Schiff im ersten Rettungsboot verlassen hatte und weil sich nur acht Menschen, alle von der Crew, darin befunden hatten. Von mehreren Überlebenden wurde berichtet, dass die Passagiere sich selbst überlassen blieben und in den Booten fast nur Besatzungsmitglieder saßen. Der Präsident der Joy Line, Frank M. Dunbaugh Sen., dementierte diese Aussagen und nahm die Mannschaft in Schutz. Kapitän George McVay überlebte den Untergang. Er stand am 18. August 1925 auf der Brücke des Ausflugsdampfers Mackinac, als dessen Kessel vor Rhode Island explodierten und 55 Menschen ums Leben kamen.
Das Wrack der Larchmont liegt drei Meilen vor Watch Hill in etwa 40 Metern Tiefe auf Position 41° 16′ 0″ N, 71° 49′ 18″ W.